# Dziewczynka w Krainie Przeklętych
Dziewczynka w Krainie Przeklętych (jap. とつくにの少女 Totsukuni no shōjo) – manga autorstwa Nagabe, wydawana w czasopiśmie „Gekkan Comic Garden” wydawnictwa Mag Garden w latach 2015–2021. 
Manga została zaadaptowana w formie dwóch odcinków OVA, wydanych w 2019 i 2022 roku.
W Polsce mangę wydało wydawnictwo Studio JG.

## Fabuła
Świat został podzielony przez okrutną klątwę, a małą dziewczynkę o imieniu Siva porzucono w lesie zamieszkałym przez przeklęte istoty. Przed niechybną śmiercią ratuje ją tajemniczy rogaty mistrz, który bierze dziecko pod opiekę. Okazuje się, że Siva zdaje się być odporna na skutki klątwy i może okazać się jedyną nadzieją ludzkości na jej przełamanie.

## Bohaterowie
- Mistrz (jap. せんせい Sensei)

Seiyū: Jun Fukuyama 
- Shiva (jap. シーヴァ Shiva)

Seiyū: Rie Takahashi 

## Manga
Seria została napisana i zilustrowana przez Nagabe. Jej kolejne rozdziały ukazywały się w czasopiśmie „Gekkan Comic Garden” wydawnictwa Mag Garden od 6 września 2015 roku. We wrześniu 2020 roku ogłoszono, że manga zakończy się wraz z 11 tomem. Ostatni rozdział ukazał się w tym czasopiśmie 5 marca 2021 roku.
Do limitowanej edycji ósmego tomu dołączono 10-minutowy film będący adaptacją serii.
W Polsce mangę wydało wydawnictwo Studio JG.
| Nr | Język japoński       | Język japoński         | Język polski     | Język polski           |
| Nr | Data wydania         | ISBN                   | Data wydania     | ISBN                   |
| -- | -------------------- | ---------------------- | ---------------- | ---------------------- |
| 1  | 10 marca 2016        | ISBN 978-4-8000-0545-8 | 28 kwietnia 2017 | ISBN 978-83-8001-217-2 |
| 2  | 10 września 2016     | ISBN 978-4-8000-0612-7 | 15 września 2017 | ISBN 978-83-8001-232-5 |
| 3  | 10 kwietnia 2017     | ISBN 978-4-8000-0671-4 | 25 maja 2018     | ISBN 978-83-8001-317-9 |
| 4  | 10 października 2017 | ISBN 978-4-8000-0720-9 | 25 sierpnia 2018 | ISBN 978-83-8001-337-7 |
| 5  | 10 kwietnia 2018     | ISBN 978-4-8000-0757-5 | 22 lutego 2019   | ISBN 978-83-8001-398-8 |
| 6  | 10 października 2018 | ISBN 978-4-8000-0801-5 | 30 września 2020 | ISBN 978-83-8001-648-4 |
| 7  | 9 marca 2019         | ISBN 978-4-8000-0836-7 | 28 lutego 2021   | ISBN 978-83-8001-699-6 |
| 8  | 10 września 2019     | ISBN 978-4-8000-0891-6 | 29 września 2021 | ISBN 978-83-8001-807-5 |
| 9  | 10 marca 2020        | ISBN 978-4-8000-0946-3 | 15 grudnia 2021  | ISBN 978-83-8001-850-1 |
| 10 | 10 września 2020     | ISBN 978-4-8000-1011-7 | 15 lutego 2022   | ISBN 978-83-8001-861-7 |
| 11 | 9 kwietnia 2021      | ISBN 978-4-8000-1065-0 | 24 marca 2023    | ISBN 978-83-8257-139-4 |
| SP | 10 marca 2022        |                        | —                |                        |

## Anime
W marcu 2019 roku ogłoszono powstawanie 10-minutowej adaptacji mangi, która miałaby zostać dołączona 10 września 2019 do limitowanej edycji ósmego tomu mangi. Produkcją serii zajęło się Wit Studio, a reżyserią zajęli się Yūtarō Kubo oraz Satomi Tani. Studio planowało wykonać adaptację stosując „nową technikę ekspresji”. Przed wydaniem na płycie film ten został wyświetlony 1 sierpnia 2019 na Fantasia Festival w Montrealu w Kanadzie. 12 października 2019 roku film wyświetlono także na festiwalu filmowym Scotland Loves Anime w Glasgow w Szkocji. W 2020 film rywalizował także w konkursie organizowanym przez Ottawa International Animation Festival w kategorii animacja krótkometrażowa dla młodszej widowni.
5 marca 2021 ogłoszono powstawanie adaptacji mangi w formie pełnometrażowego filmu ova, który zostanie dołączony do dodatkowego tomu mangi, który wydany zostanie 10 marca 2022. Za reżyserię, scenariusz i projekty postaci ponownie odpowiadają Yūtarō Kubo oraz Satomi Maiya, reżyserem dźwięku jest Shōji Hata, a muzykę skomponował Schroeder-Headz. Za produkcję filmu również odpowiada Wit Studio, które zamierza sfinansować projekt za pomocą funduszy zgromadzonych przez serwis Kickstarter. Cel polegający na zebraniu 3 milionów jenów na produkcję został osiągnięty już w dniu rozpoczęcia zbiórki. Do 28 maja 2021 zebrano łącznie 22 670 343 jen.

## Odbiór
W 2018 roku manga została nominowana do nagrody podczas Międzynarodowego Festiwalu Komiksu w Angoulême w kategorii najlepszy komiks.
W 2018 roku pierwszy tomik został umieszczony na liście „świetnych powieści graficznych dla nastolatków” wyselekcjonowanych przez American Library Association. W 2019 na tej samej liście znalazły się także tomy od trzeciego do piątego.